# Atalante (1868)
Pour les autres navires du même nom, voir Atalante (navire).
L'Atalante est une corvette cuirassée de classe Alma construite à l'arsenal de Cherbourg pour la Marine française. Lancée en 1868 puis armée l'année suivante, elle sert notamment en Méditerranée et en Chine avant d'être désarmée en 1885 à Saïgon et condamnée définitivement en 1887.

## Conception
En 1865, la construction de la Belliqueuse selon des plans d'Henri Dupuy de Lôme donne des résultats encourageants. Il est alors décidé de lancer la construction de sept corvettes cuirassées basées sur celle-ci, mais dotées d'une vitesse plus grande et d'une artillerie plus puissante et mieux disposée : la classe Alma. Les dimensions sont quasiment identiques, tout comme le déplacement. Dotés d'une carène en bois, les cuirassés ont une ceinture blindée de 15 cm, et les œuvres mortes à l'avant et à l'arrière du réduit sont en tôle de 15 mm. Ces navires, conçus eux aussi par Dupuy de Lôme, disposent d'une propulsion hybride : gréés en trois-mâts barque avec une surface de voile de 1 450 m2, ils sont propulsés par une hélice Mangin mue par une machine alternative à trois cylindres, elle-même alimentée par des chaudières Creusot.
Côté armement, la corvette dispose de six canons de 19 cm : quatre sont disposés dans un réduit central, et deux autres sur les gaillards dans des tourelles barbettes. Celles-ci ont un blindage de 10 cm et peuvent tirer en chasse et en retraite.

## Histoire
La construction de l'Atalante commence en juin 1865 à l'arsenal de Cherbourg. La corvette cuirassée est lancée le 9 avril 1868 et armée le 1er avril 1869. Après des essais menés par le commandant du Crest de Villeneuve, elle est placée en réserve à Brest en juillet. Dès février 1870, sous les ordres du commandant du Rousseau de Fayolle, elle intègre l'escadre d'évolutions avant de rejoindre Heligoland en août puis d'être replacée en réserve à Cherbourg en novembre. En 1872, placée sous les ordres du commandant de Saulces de Freycinet, l'Atalante intègre la division navale du Pacifique et part de Lorient le 14 août. Elle rentre le 27 février 1874 et est placée en réserve à Lorient.
La corvette cuirassée intègre la division navale des mers de Chine dès décembre 1875, sous les ordres du capitaine de vaisseau Caillet, et part de Lorient pour rejoindre son affectation le 10 janvier 1876. De retour le 16 mai 1878, elle est placée en réserve jusqu'en juillet 1882, date à laquelle le capitaine de vaisseau Galache en prend le commandement pour l'amener rallier la division navale des côtes du Tonkin. Du 18 août au 20 août 1883 l'Atalante bombarde les forts de Thuận An. En août 1884, commandée par le capitaine de vaisseau Trève, elle fait partie de l'escadre d'Extrême-Orient et rallie le pavillon de l'amiral Courbet à Keelung le 23 septembre. Elle est finalement désarmée à Saïgon en 1885, condamnée en 1887 ; une nuit, elle finit par couler et s'enliser dans la vase, qui l'absorbe avec le temps.